# Vohančice (Golčův Jeníkov)
Vohančice (deutsch Wohanschitz) ist eine Einschicht der Stadt Golčův Jeníkov in Tschechien. Sie liegt anderthalb Kilometer südwestlich von Golčův Jeníkov und gehört zum Okres Havlíčkův Brod.

## Geographie
Vohančice befindet sich rechtsseitig des Baches Váhanka bzw. Vohančický potok in der Hornosázavská pahorkatina (Hügelland an der oberen Sázava). Südlich des Ortes liegen die Teiche Vohančický rybník, Malé Zrcadlo und Velké Zrcadlo. Im Osten verläuft die Staatsstraße I/38 zwischen Golčův Jeníkov und Habry, westlich die II/130 zwischen Golčův Jeníkov und Ledeč nad Sázavou.
Nachbarorte sind Golčův Jeníkov im Nordosten, Klášter und Nasavrky im Osten, Olšinky und Frýdnava im Südosten, Fabiánka im Süden, Kobylí Hlava, Hajárna, Chlumek und Dolík im Südwesten, Budka und Římovice im Westen sowie Podmoky im Nordwesten.

## Geschichte
Das Dorf Vohančice gehörte ursprünglich zu den Gütern des Benediktinerklosters Wilmzell und gelangte nach den Hussitenkriegen an die Herren Trčka von Lípa. 1552 verkaufte Burian Trčka von Lípa auf Lipnice die Dörfer Vahančice, Rybníček, Leškovice, Choštišťany, Zábělčice und Frýdnava an Marianne Robenhaupt von Soutice (Mariana Robmhápová ze Soutic), die daraus das Gut Zábělčice bildete. 1559 wurde der Kauf in der Landtafel eingetragen. 1566 veräußerte Marianne Robenhaupt das Gut Zábělčice mit den sechs Dörfern an Jiří Mnětický von Mnětice. 1580 erwarb Wenzel Robenhaupt von Sucha auf Seč das Gut Zábělčice mit den Dörfern Zábělčice, Rybníček, Košťany, Vohančice, Frýdnava und Leškovice erblich von König Rudolf II. Er kaufte im selben Jahr von Albrecht Slavata von Chlum und Koschumberg noch das Städtchen Jeníkov hinzu und vereinigte beide Güter. Nach dem Tode des Wratislaw Libeniczký von Wrchowisst († 1598) wurde Vohančice mit den Dörfern Rybníček, Leškovice, Římovice und Kobylí Hlava im Jahre 1600 als landtäfliges Gut von der Herrschaft Jeníkov abgetrennt und an Veronika Libeniczká von Wrchowisst überschrieben. Deren Mann, Georg Robenhaupt von Sucha, ließ zu dieser Zeit beim Hof Vohančice eine Feste errichten, der er den Namen Nové Vohančice gab. Veronika Libeniczká ist noch bis 1615 als Besitzerin des Gutes nachweislich, danach bis 1624 ihr Ehemann. Dessen Söhne Valeš, Baltazar Jindřich, Jaroslav, Arnošt Šťastný, Heřman Augustin und Václav Robenhaupt von Sucha verkauften 1638 die Feste Nové Vohančice mit einem Meierhof, dem Dorf Římovice mit einem Meierhof, dem Dorf Leškovice mit einem Meierhof sowie den Dörfern Kobylí Hlava und Rybníček an die Besitzerin der Herrschaft Jeníkov, Maria Magdalena von der Goltz, geb. Opsinnig genannt Roë. Das Dorf Vohančice wurde in dem Kauf nicht mehr aufgeführt; es war zu dieser Zeit erloschen. Maria Magdalena von der Goltz schlug das Gut Vohančice der Herrschaft Jeníkov zu. 1670 brannte die Feste Nové Vohančice nieder, ein Wiederaufbau erfolgte nicht. Im Zuge des Ausverkaufs der Herrschaft Jeníkov unter den Gläubigern von Karl Leopold Caretto-Millesimo fiel das Gut Vohančice 1686 an den Grafen von Arco. Dieser kaufte 1692 das Restgut Jeníkov von Wenzel Ferdinand Caretto-Millesimo. Damit war Vohančice wieder mit Jeníkov vereinigt.
Im Jahre 1840 bestand die im Caslauer Kreis gelegene und nach Jenikau konskribierte Einschicht Wohanschitz bzw. Wohančice aus einem herrschaftlichen Meierhof und einer Schäferei. Pfarrort war Jenikau. Bis zur Mitte des 19. Jahrhunderts blieb Wohanschitz der Herrschaft Goltsch-Jenikau untertänig.
Nach der Aufhebung der Patrimonialherrschaften bildete Vohanšice ab 1849 eine Ansiedlung der Marktgemeinde Golčův Jeníkov im Gerichtsbezirk Habern. Seit der Gebietsreform von 1960 gehört Vohančice zum Okres Havlíčkův Brod. Der Meierhof wurde in der zweiten Hälfte des 20. Jahrhunderts abgebrochen und durch neue landwirtschaftliche Gebäude ersetzt.

## Ortsgliederung
Vohančice gehört zum Ortsteil Golčův Jeníkov und ist Teil des gleichnamigen Katastralbezirks. 

## Sehenswürdigkeiten
- Nischenkapelle des hl. Johannes, in den Feldern östlich von Vohančice